# Лутава
Лутава (укр. Лутава) — село в Козелецком районе Черниговской области Украины. Население 436 человек. Занимает площадь 1,18 км².
Код КОАТУУ: 7422083003. Почтовый индекс: 17023. Телефонный код: +380 4646.

## Власть
Орган местного самоуправления — Карпиловский сельский совет. Почтовый адрес: 17023, Черниговская обл., Козелецкий р-н, с. Карпиловка, ул. Центральная, 102а.

## История
К югу от села находится городище древнерусского города Лутава, располагавшегося на юго-западной границе Черниговского княжества. Упоминался в Ипатьевской летописи под 1155, 1159 и 1175 годами в связи с мирными переговорами и съездами чернигово-северских Ольговичей. Был разрушен во время монгольского нашествия на Русь.
Городище летописной Лутавы расположено на сильно выдающемся в пойму мысу коренной прибрежной террасы реки Десна, в 800 м к югу от села. Имеет овальную форму, его размеры составляют 150×90 м. В ходе раскопок здесь обнаружены следы укреплений, полностью нивелированных вспашкой в XIX-XX веках. Культурный слой XII-XIII веков имеет ярко выраженный городской характер, в том числе найдены фрагменты плинфы. С северо-запада к детинцу прилегал открытый посад площадью около 8 га. По-видимому, Лутава обладала пристанью на Десне, которая соединялась с детинцем дорогой, защищённой валами.